# Favale di Malvaro
Favale di Malvaro es una localidad y comune italiana de la provincia de Génova, región de Liguria, con 526 habitantes.

## Evolución demográfica
| Gráfica de evolución demográfica de Favale di Malvaro entre 1861 y 2001 |
|                                                                         |
| Fuente ISTAT - elaboración gráfica de Wikipedia                         |